# Nineteen Hundred and Eighty-Five
Pistes de  Band on the Run
Picasso's Last Words (Drink to Me)
Nineteen Hundred and Eighty-Five (parfois écrit 1985) est une chanson du groupe de rock Wings, publiée comme dernière piste de leur album de Band on the Run sorti en 1973. Un remix de la chanson a été nommé pour un Grammy Award en 2016.

## Inspiration et paroles
Paul McCartney affirme que la chanson est née avec juste la première ligne : 
« Dans de nombreuses chansons que je fais, la première ligne est la bonne. Tout est dans la première ligne et ensuite tu dois continuer et écrire la deuxième ligne. Avec Eleanor Rigby j'avais "picks up the rice in the church where the wedding has been" (ramasse le riz dans l'église où le mariage a eu lieu), c'était la grande réplique qui m'avait lancé. Ici, c'était "No one ever left alive in nineteen hundred and eighty-five" (personne n'a jamais été laissé en vie en mille neuf cent quatre-vingt-cinq). C'est tout ce que j'avais de cette chanson pendant des mois. Personne n'a jamais été laissé en vie en mille neuf cent quatre-vingt... six ? Cela n'aurait pas marché ! »
   - Paul McCartney, Paul McCartney in his own words
L'air est le morceau culminant de l'album Band on the Run. Il poursuit le thème de l'évasion de l'album en décrivant le chanteur atteignant la liberté artistique par l'amour. Les paroles sont jugées être un "charabia" par l'auteur Andrew Grant Jackson, de simples espaces réservés pour l'excitation et le "but cinématographique" de la musique.
La chanson a une fin spectaculaire avec un orchestre qui accompagne le groupe. On trouve d'autres instruments tels que le mellotron, l'orgue et les cuivres. La version de l'album se termine par un extrait du refrain de la chanson d'ouverture, Band on the Run. 
Cette chanson est présentée sur plusieurs épisodes de Trigger Happy TV. À ses débuts, il était simplement intitulé "Piano Thing" (truc au piano).

## Personnel
- Paul McCartney – chant, guitare, basse, piano, claviers, batterie
- Linda McCartney – chœurs, claviers
- Denny Laine – chant, guitare
- Tony Visconti – orchestrations

## Prestations live
Nineteen Hundred and Eighty-Five n'a jamais été jouée en concert par les Wings. Paul McCartney joue la chanson pour la première fois durant le Up and Coming Tour de 2010-2011, puis sur chacune des tournées suivantes : On the Run Tour (2011–2012), Out There Tour (2013–2015), One on One Tour (2016–2017), Freshen Up Tour (2018-2019), ainsi qu'au concert caritatif pour les victimes de l'ouragan Sandy, 12-12-12: The Concert for Sandy Relief.

## Reprises
En 2006, les Golden Dogs reprennent la chanson sur leur album Big Eye Little Eye.
En 2016, le producteur allemand Timo Maas et le DJ canadien James Teej sortent un remix de la chanson, avec l'approbation de Paul McCartney. Leur version sera nommée aux Grammy Awards pour Meilleur Enregistrement Remixé, Non-Classique à la 56e cérémonie des Grammy Awards.

### Tracklisting
Single en téléchargement
1. "Nineteen Hundred and Eighty-Five" (Radio Edit) – 2:46
2. "Nineteen Hundred and Eighty-Five" – 6:01
3. "Nineteen Hundred and Eighty-Five" (Club Mix) – 5:07

Remix en téléchargement
1. "Nineteen Hundred and Eighty-Five" (Kerri Chandler Kaoz 623 Again Vocal Mix) – 7:25
2. "Nineteen Hundred and Eighty-Five" (Paul Woodford Rework) – 10:03
3. "Nineteen Hundred and Eighty-Five" (Tim Green Remix) – 8:49